# Movimento Cívico pela Linha do Tua

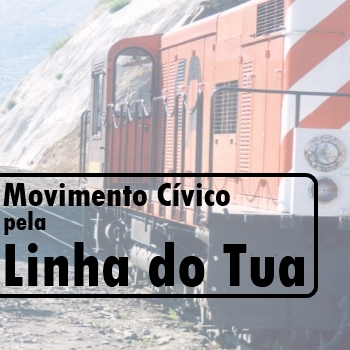
Logotipo do MCLT

O Movimento Cívico pela Linha do Tua (MCLT) é uma organização não-governamental de Portugal que tem como missão a divulgação e vivência da Linha do Tua.
O grupo foi fundado em Coimbra, em Outubro de 2006, por diversas entidades, na data em que se assinalavam os 120 anos da inauguração da Linha do Tua (troço Foz-Tua – Mirandela), tendo sido realizadas, para o efeito, diversas reuniões com responsáveis da REFER, Metro de Mirandela e Câmara Municipal de Mirandela. À data, estava também a ser planeada a Barragem de Foz-Tua, uma das principais ameaças ao bom funcionamento daquele Caminho-de-Ferro, e a empresa responsável pelos caminhos-de-ferro de Portugal, CP, tinha anunciado a possibilidade de encerramento das linhas do Vouga, Tâmega, Corgo e Tua.    
O movimento organiza e participa em eventos de discussão sobre o caminho-de-ferro, exposição de fotografias e artigos de opinião. Os seus membros são ainda autores e detentores de estudos variados sobre a Linha do Tua e o seu benefício para as populações locais, tendo já apresentado, em diversos debates, esquemas e gráficos variados que demonstram a importância da ferrovia no desenvolvimento da região Transmontana. O grupo é ainda o proponente de uma petição on-line pela Linha e Vale do Tua, contra a construção da barragem do Tua, que conta com mais de 5600 assinaturas.
Em Março de 2014, o MCLT promoveu o "I Entrar na Linha", um evento pioneiro e único em Portugal, com o objectivo de preservar e valorizar a Linha do Tua, no troço compreendido entre as Estações de Carvalhais e Romeu. O evento contou com a participação de aproximadamente 50 voluntários que, com a ajuda do Movimento, limparam as Estações e Apeadeiros e restauraram a sinalização ferroviária existente no troço. Foram também implantadas réplicas em madeira dos antigos marcos quilométricos (PK), nos pontos onde os marcos originais já se encontravam em falta.  
Em Maio de 2015, o MCLT promoveu o "II Entrar na Linha", um evento de preservação nos mesmos moldes que o seu antecessor, mas que incluiu ainda uma caminhada de 7 km na Linha do Tua, entre as Estações de Romeu e Cortiços, continuando assim a actividade pela zona desactivada da Linha do Tua (Carvalhais - Bragança). Este evento contou com o apoio de Juntas de Freguesia locais e da "Quinta do Romeu" (Companhia Menéres).  
No dia 21 de Maio de 2016, o "III Entrar na Linha" afirmou-se como sendo histórico e assinalou um dos maiores eventos de acção cívica ferroviária em Portugal, ao juntar mais de 130 participantes. O evento teve cobertura da SIC, do Porto Canal e da Rádio Onda-Livre e, para além da limpeza e desmatação da Estação de Cortiços (Macedo de Cavaleiros, Portugal) e implantação de réplicas de P.K., o MCLT convidou funcionários ferroviários da CP para ajudarem na reabilitação de aparelhos de mudança de via ("agulhas"). Com a ajuda de outro grupo de entusiastas e de acção cívica denominado "The Brave Ones", o "III Entrar na Linha" marcou simbolicamente o regresso dos comboios a Cortiços, graças à presença de um pequeno veículo ferroviário que percorreu cerca de 300 metros de via limpa pelos participantes, junto à Estação. Não havia presença de qualquer veículo ferroviário no local desde Dezembro de 1991.  